# Университет штата Северная Каролина
Университет штата Северная Каролина  (официально Университет штата Северная Каролина в Роли (англ. North Carolina State University at Raleigh) , сокращение англ. NCSU)  — государственный исследовательский университет в г. Роли, Северная Каролина, США. Один из ведущих технических вузов США. Входит в систему Университета Северной Каролины. Наряду с Университетом Дьюка и Университетом Северной Каролины в Чапел-Хилл является одним из углов «исследовательского треугольника». 
Университет был основан 7 марта 1887 года как Северо-Каролинский колледж сельского хозяйства и механических искусств. 
В настоящее время в университете обучается около 34 000 студентов, что делает его крупнейшим университетом в штате Северная Каролина. В 2011 году Университет предлагал степень бакалавра в 106 дисциплинах, степень магистра в 104 дисциплинах и степень доктора философии в 61 дисциплине.
В 2012 году в рейтинге лучших вузов США по версии U.S. News & World Report университет занял 100-е место.

## Известные выпускники и преподаватели
- Авила, Родриго
- Стюарт, Тони Кевин